# Burhinus indicus
L'occhione indiano (Burhinus indicus, (Salvadori 1865)) è un uccello della famiglia dei Burhinidae; precedentemente considerato una sottospecie dell'Occhione comune. Questa specie si trova nelle pianure dell'India, Pakistan, Nepal e Sri Lanka. Presentano grandi occhi e sono di colore marrone con striature bianche o chiare che li rendono particolarmente mimetici.